# باشگاه فوتبال رئال سوسیداد بی
باشگاه فوتبال رئال سوسیداد بی یک تیم فوتبال اسپانیایی مستقر در سان سباستیان، در منطقه خودمختار باسک است. این تیم که در سال ۱۹۵۵ تأسیس شد، تیم دوم رئال سوسیداد است و در سگوندا دیویسیون بازی می‌کند و بازی‌های خانگی را در ورزشگاه ژوزه لوئیس اوربگوزو برگزار می‌کند که ۲۵۰۰ تماشاگر ظرفیت دارد.
مثل کشور پرتغال، در اسپانیا نیز تیم‌های ذخیره نمی‌توانند در همان دسته تیم بزرگسالان خود بازی کنند؛ بنابراین، این تیم واجد شرایط صعود به لالیگا، بخشی که تیم اصلی در آن بازی می‌کند، نیست. همچنین تیم‌های رزرو اجازه ورود به کوپا دل ری را نیز ندارند.

## تاریخچه
پیدایش این تیم به سال ۱۹۵۲ برمی گردد، زمانی که تیم جوانان رئال سوسیداد نایب قهرمان کوپا دل ری جوونیل شد و هیئت مدیره باشگاه به دنبال پر کردن شکاف بین نوجوانان بااستعداد و تیم بزرگسالان بود، مفهوم رئال سوسیداد د فوتبال جونیور معرفی شد. اما مشکلات اقتصادی اولین بازی رسمی آن را تا سال ۱۹۵۵، بلافاصله پس از قهرمانی تیم جوانان در کوپا جوونیل به تعویق انداخت.
در فصل ۲۰۲۰–۲۱، سانسه در گروه خود پیروز شد و ۵۹ سال پس از آخرین حضور خود، پس از پیروزی مقابل الخسیراس در فینال پلی آف صعود، به دسته دوم صعود کرد.